# Censo de México de 1900
El censo de México de 1900, denominado oficialmente Censo General de la República Mexicana, fue el segundo censo realizado en México. Se llevó a cabo el 28 de octubre de 1900 y dio como resultado una población de 13 545 462 habitantes.

## Realización
El censo recolectó la siguiente información por persona:
- Sexo
- Edad
- Lugar de nacimiento
- Nación o país de procedencia de los extranjeros
- Nacionalidad
- Estado civil
- Profesión
- Religión
- Idioma
- Escolaridad (alfabetismo)
- Población con defectos físicos y mentales

En este censo se incorporó un apartado para registrar a los extranjeros nacionalizados mexicanos y los mexicanos nacionalizados extranjeros. El objetivo de estas preguntas era tener información sobre los mexicanos que migraban hacia Estados Unidos, así como medir el éxito de la campaña de población de las regiones del norte del país con inmigrantes europeos. También se empezó a contabilizar a las personas con discapacidades. El censo informó aproximadamente 13 mil ciegos, 9 mil sordomudos y 12 mil personas con algún padecimiento mental. El cómputo final de este censo fue publicado en 1905. A partir de este censo se estandarizó que los censos nacionales serían realizados cada diez años.

## Resultados
| Posición | Estado                        | Población  |
| -------- | ----------------------------- | ---------- |
| 1        | Jalisco                       | 1 137 311  |
| 2        | Guanajuato                    | 1 065 317  |
| 3        | Puebla                        | 1 024 446  |
| 4        | Veracruz                      | 960 570    |
| 5        | Oaxaca                        | 947 910    |
| 6        | Michoacán                     | 935 849    |
| 7        | México                        | 924 457    |
| 8        | Hidalgo                       | 603 074    |
| 9        | San Luis Potosí               | 582 486    |
| 10       | Distrito Federal              | 540 478    |
| 11       | Guerrero                      | 474 594    |
| 12       | Zacatecas                     | 462 886    |
| 13       | Durango                       | 371 274    |
| 12       | Chiapas                       | 363 607    |
| 15       | Chihuahua                     | 327 004    |
| 16       | Nuevo León                    | 326 940    |
| 17       | Yucatán                       | 312 264    |
| 18       | Sinaloa                       | 296 109    |
| 19       | Coahuila                      | 280 899    |
| 20       | Querétaro                     | 228 489    |
| 21       | Sonora                        | 220 553    |
| 22       | Tamaulipas                    | 218 948    |
| 23       | Tlaxcala                      | 172 217    |
| 24       | Morelos                       | 161 697    |
| 25       | Tabasco                       | 158 107    |
| 26       | Territorio de Tepic           | 149 677    |
| 27       | Aguascalientes                | 101 910    |
| 28       | Campeche                      | 84 281     |
| 29       | Colima                        | 65 026     |
| 30       | Territorio de Baja California | 47 082     |
| Total    | Total                         | 13 545 462 |

1. ↑  Incluye el territorio del actual estado de Quintana Roo.
2. ↑  Corresponde al actual estado de Nayarit.
3. ↑  Corresponde a los actuales estados de Baja California y Baja California Sur.

## Municipios más poblados
| Posición | Municipio          | Estado           | Población |
| -------- | ------------------ | ---------------- | --------- |
| 1        | Ciudad de México   | Distrito Federal | 368 777   |
| 2        | Guadalajara        | Jalisco          | 207 646   |
| 3        | La Barca           | Jalisco          | 163 635   |
| 4        | San Luis Potosí    | San Luis Potosí  | 145 257   |
| 5        | Morelia            | Michoacán        | 138 662   |
| 6        | Zapotlán           | Jalisco          | 132 637   |
| 7        | Toluca             | Estado de México | 130 018   |
| 8        | Puebla de Zaragoza | Puebla           | 109 184   |
| 9        | Veracruz           | Veracruz         | 102 263   |
| 10       | Iturbide           | Chihuahua        | 101 502   |
| 11       | Pachuca            | Hidalgo          | 98 749    |
| 12       | Ixtlahuaca         | Estado de México | 96 633    |
| 13       | Lagos              | Jalisco          | 94 866    |
| 14       | León               | Guanajuato       | 94 157    |
| 15       | Puruándiro         | Michoacán        | 92 871    |
| 16       | Teocaltiche        | Jalisco          | 91 955    |
| 17       | Zamora             | Michoacán        | 91 134    |
| 18       | Sayula             | Jalisco          | 88 144    |
| 19       | Orizaba            | Veracruz         | 86 203    |
| 20       | Xalapa             | Veracruz         | 83 063    |